# 伯青根
伯青根是德国巴登-符腾堡州的一个市镇。总面积12.99平方公里，总人口5315人，其中男性2639人，女性2676人（2011年12月31日），人口密度409人/平方公里。